# 6184 Нордлунд
6184 Нордлунд (6184 Nordlund) — астероїд головного поясу, відкритий 26 жовтня 1987 року.
Тіссеранів параметр щодо Юпітера — 3,559.